# STAY GOLD (ZIGGYの曲)
「STAY GOLD」（ステイ・ゴールド）は、ZIGGYの8枚目のシングル。

## 概要
- 森重樹一、戸城憲夫の二人体制になってからの最初のシングル。日本テレビ系『'94劇空間プロ野球』のイメージ・ソング。
- ファンの間でも人気が高く、シングルの中では自身3番目となる20.3万枚を売り上げた。
- ライブで演奏する際は、森重がアコースティックギターを弾くことが多い。
- レコーディングには戸城憲夫と同じLANCE OF THRILLのメンバーである横関敦、新美俊宏などが参加している。

## 収録曲
| #         | タイトル         | 作詞      | 作曲      | 時間 |
| --------- | ---------------- | --------- | --------- | ---- |
| 1.        | 「STAY GOLD」    | 森重樹一  | 森重樹一  | 4:51 |
| 2.        | 「真夜中の太陽」 | 森重樹一  | 戸城憲夫  | 4:25 |
| 合計時間: | 合計時間:        | 合計時間: | 合計時間: | 9:16 |

## レコーディング参加
- 横関敦 - ギター
- 新美俊宏 - ドラム